# Nino Dadechkéliani
Nino Dadechkéliani (en géorgien ნინო დადეშქელიანი), prénommé Katie, née le 17 juin 1890 et morte en 1931, est une écrivaine géorgienne, fille du général Alexandre Dadechkéliani - prince de Svanétie - et de la princesse Eristavi. 

## Biographie
À l'âge de 19 ans, elle voit son père assassiné. 
Durant la Première Guerre mondiale, elle rejoint l'armée impériale russe et sert dans le 4e régiment Tartare. Elle est ambulancière sur le front autrichien avant d'être blessée en 1916.
En 1918, après la guerre et le retour à l'indépendance de son pays, la Géorgie, Nino Dadechkéliani est élue à l'Assemblée constituante de la République démocratique de Géorgie, les autorités nationales ayant donné le droit de vote et d'éligibilité aux femmes.
En mars 1921, après l'invasion du territoire géorgien par les armées de la Russie soviétique, elle décide d'émigrer, d'abord à Constantinople, puis à Paris où elle décède en 1931. 
En 1934, est publié à titre posthume un récit de ses expériences en temps de guerre, Princesse en Uniforme.